# Iliouchine Il-76
L'Iliouchine II-76 est un avion de transport militaire moyen/long courrier quadriréacteur à double flux conçu en Union soviétique à partir de 1967, mais dont le programme a débuté au début des années 1960.
Sa désignation OTAN est Candid. Il existe également en version avion ravitailleur nommée Iliouchine Il-78 (code OTAN : Midas) et en version système de détection et de commandement aéroporté, nommée Iliouchine A-50 (code OTAN : Mainstay).

## Conception et développement

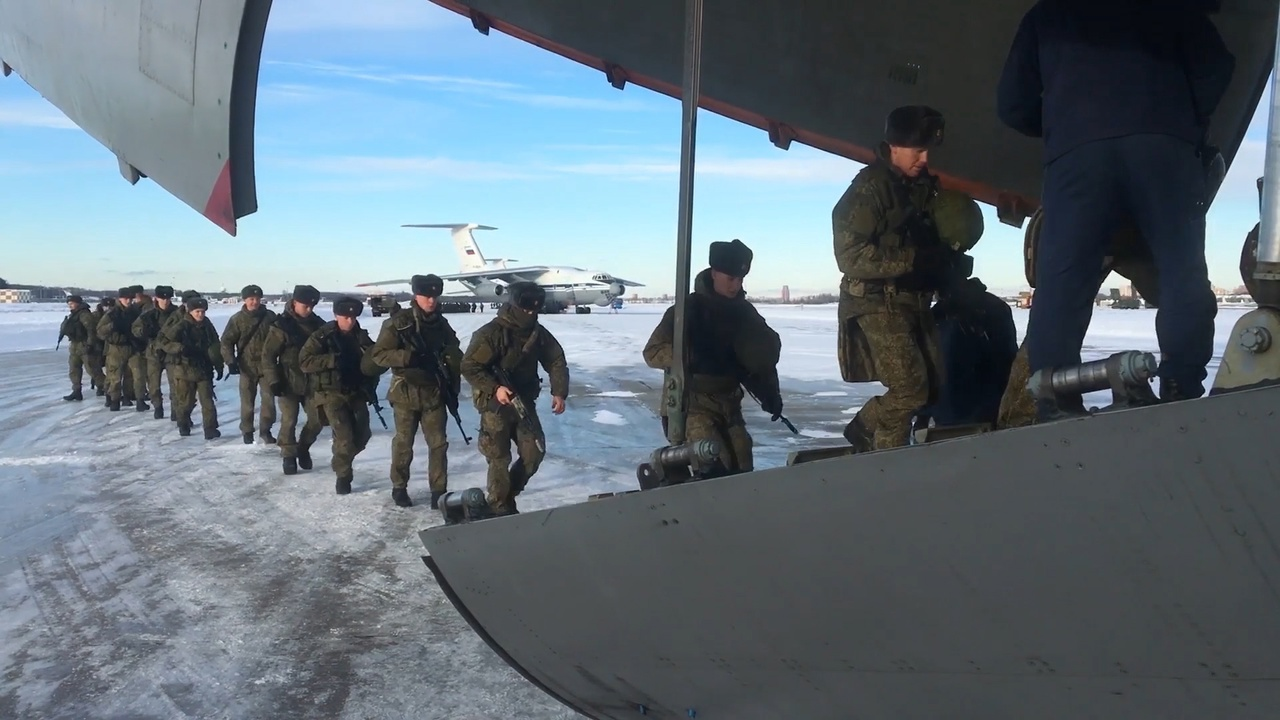
Soute d'un Il-76MD transportant un contingent de l'Organisation du traité de sécurité collective lors de la révolte de 2022 au Kazakhstan,

Le premier vol eut lieu le 25 mars 1971, l'entrée en service et le début de la production en 1974 (pour la version militaire Il-76M). Produit à plus de neuf cents exemplaires, il est d'abord construit par l'Association de construction aéronautique de Tachkent en Ouzbékistan jusqu'aux années 2000, puis depuis 2014, par l'usine Aviastar à Oulianovsk. Beaucoup furent convertis à un usage civil alors désignés sous l'appellation Il-76T, avec mise en service en décembre 1976.
Le cahier des charges à l'origine de cet appareil exigeait la capacité de transporter une charge utile de quarante tonnes, sur cinq mille kilomètres, en moins de six heures, d'opérer sur des pistes courtes et/ou non préparées et dans des conditions climatiques extrêmes (Sibérie et Extrême-Orient soviétique). Son équivalent du côté américain était le Lockheed C-141 Starlifter.
Iliouchine a annoncé le 1er mars 2016 que le premier Il-76MD-M avait effectué son premier vol inaugural. Il s'agit de la version modernisée des Il-76MD et Il-76 dotée de nouveaux systèmes de navigation, communication radio et éclairage. Le chantier de modernisation est conduit par Iliouchine, sur commande du ministère russe de la Défense, dans ses installations de Joukovski. C'est de cette enceinte qu'a décollé le premier prototype le 28 février, avec le pilote d'essai Nikolaï Kouïmov aux commandes.

## Motorisation
- La plupart des versions : quatre Soloviev D-30KP (ver. 1/2) de 12 000 kg de poussée.
- Version MF : quatre Aviadvigatel PS-90AN de 14 500 kg de poussée.

Une version équipée de CFM-56 est à l'étude.

## Performances
- Vitesse maximum : 850 km/h
- Vitesse de croisière : 750–780 km/h
- Altitude de croisière : 9 000-12 000 m
- Autonomie avec charge maximale : 3 800 km
- Autonomie avec 20 tonnes : 7 300 km
- Distance de décollage : 1 700 m
- Distance d'atterrissage : 900-1 000 m
- Charge utile maximale : 47 000 kg
- Charge utile typique de fret : 6 containers ISO de 5 670 kg (34 020 kg)
- Transport de troupes : 140 passagers ou 125 parachutistes
- Armement (en option) : 2 canons GSh-23 de 23 × 115 mm en tourelle de queue

- Bruit : cet avion détient le « record Sentinelle », avec 101,3 décibels, enregistrés en 2003[2]. Il s'agit du record du système Sentinelle, qui mesure les nuisances sonores aériennes sur l'aéroport de Toulouse-Blagnac. La nouvelle version modernisée motorisée avec des Aviadvigatel PS-90, ainsi que la future version à réacteurs CFM-56 devraient corriger cet inconvénient.

## Versions
- IL-76 : première version

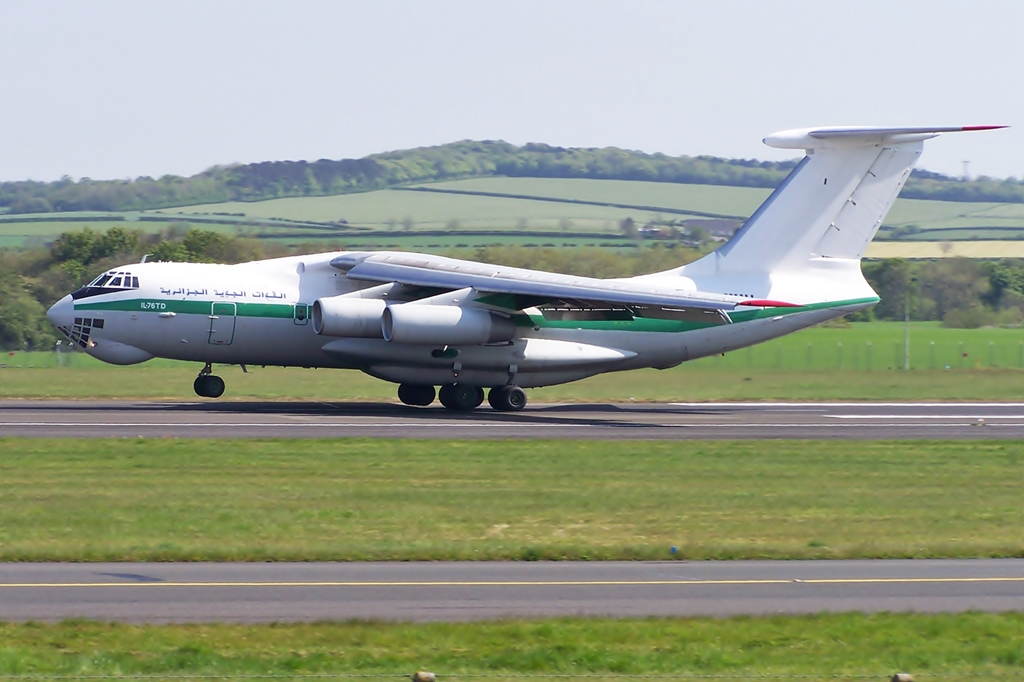
Il-76 TD des Forces aériennes algériennes.

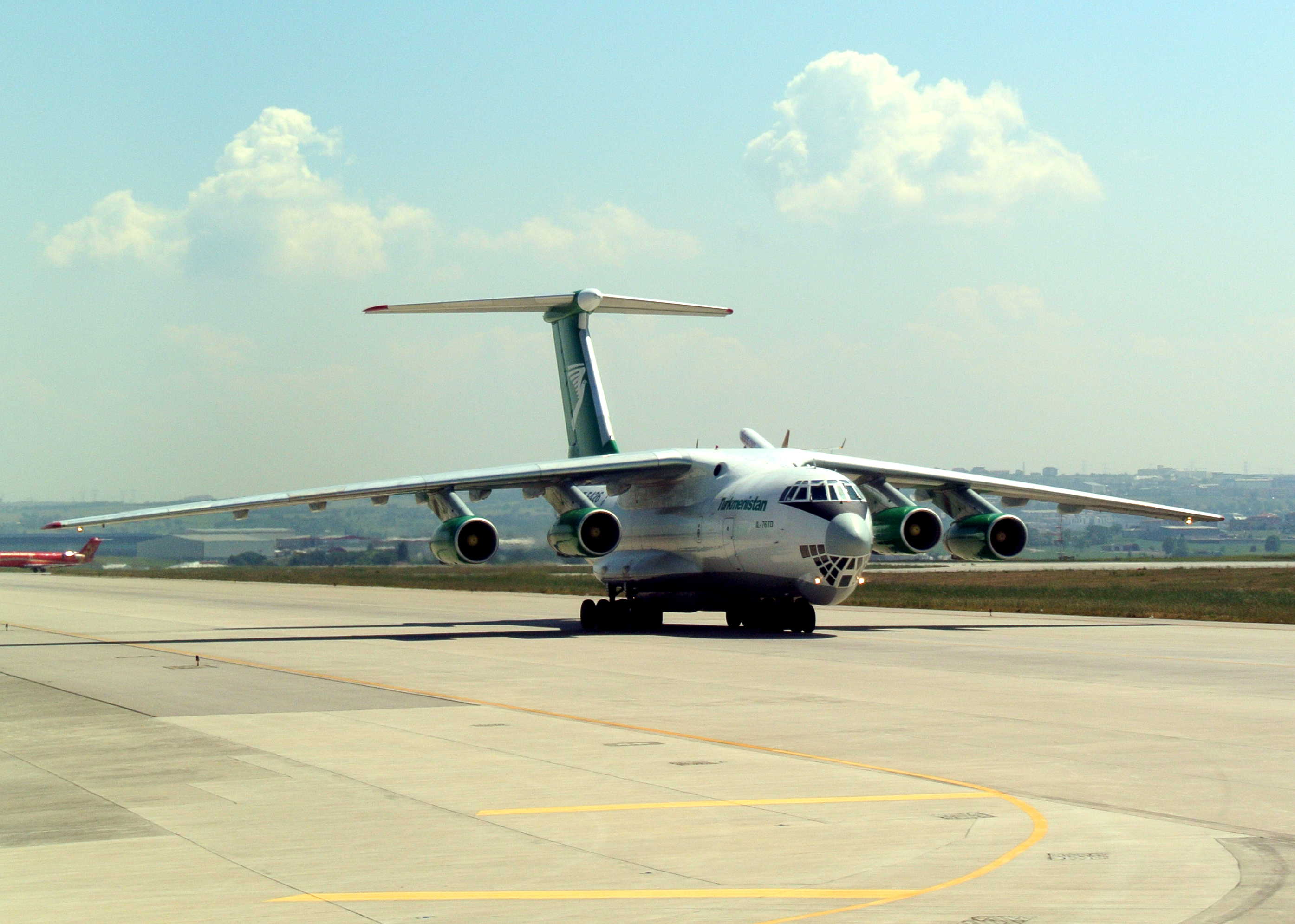
Il-76 TD des Turkmenistan Airlines en 2013.

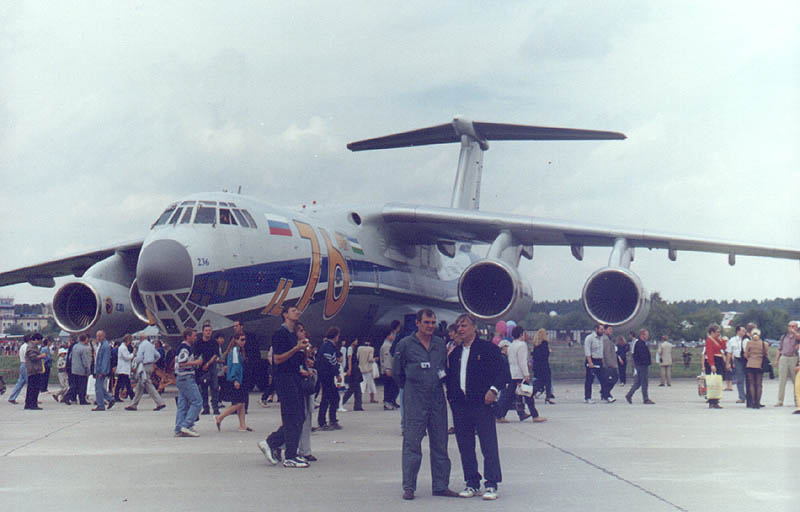
Vue de face d'un Il-76MF.

- IL-76 T : version civile (mise en service 1976) [...]
- IL-76 M : militaire [...] (mise en service 1974, avec une queue et des équipements différents par rapport à la version civile)
- IL-76 K : version destinée à l'entraînement des cosmonautes (gravité zéro)
- IL-76 TD : version civile cargo, amélioration du IL-76 T[3].
- IL-76TD-90VD : version TD à l'avionique modernisée et dotée de moteurs nouvelle génération Aviadvigatel PS-90[4]. En service chez Volga-Dnepr.
- IL-76 MD : version militaire avec la capacité de larguer des cargaisons ou des parachutistes[5]
- IL-76MD-90 : version militaire à l'avionique modernisée et dotée de moteurs nouvelle génération Aviadvigatel PS-90[6]. En service dans la VVS.
- IL-76MD-90A : version militaire, premier vol le 12 octobre 2012[7].
- IL-76 MDK : version destinée à l'entraînement des cosmonautes (gravité zéro)[8]
- IL-76 MF : version allongée, militaire
- IL-76 TF : version allongée, civile
- IL-76 MDP : bombardier d'eau (44 000 kg)
- IL-76 LL : banc d'essai en vol pour moteurs (Gromov Flight Research Institute)
- Beriev A-50 Mainstay : avion d'alerte et de contrôle aérien avancé, 1er vol le 19 décembre 1978, produit à environ 30 exemplaires
- IL-76 VKP : poste de commandement aéroporté
- IL-76 SK : station de contrôle du système aérospatial Tu-160 SK Burlak (prototype)
- IL-76MD-M : version modernisée du Il-76M
- Beriev A-100 : avion d'alerte et de contrôle aérien avancé, en essai en 2021, devant officiellement entrer en service en 2024.

## Opérateurs des versions militaires

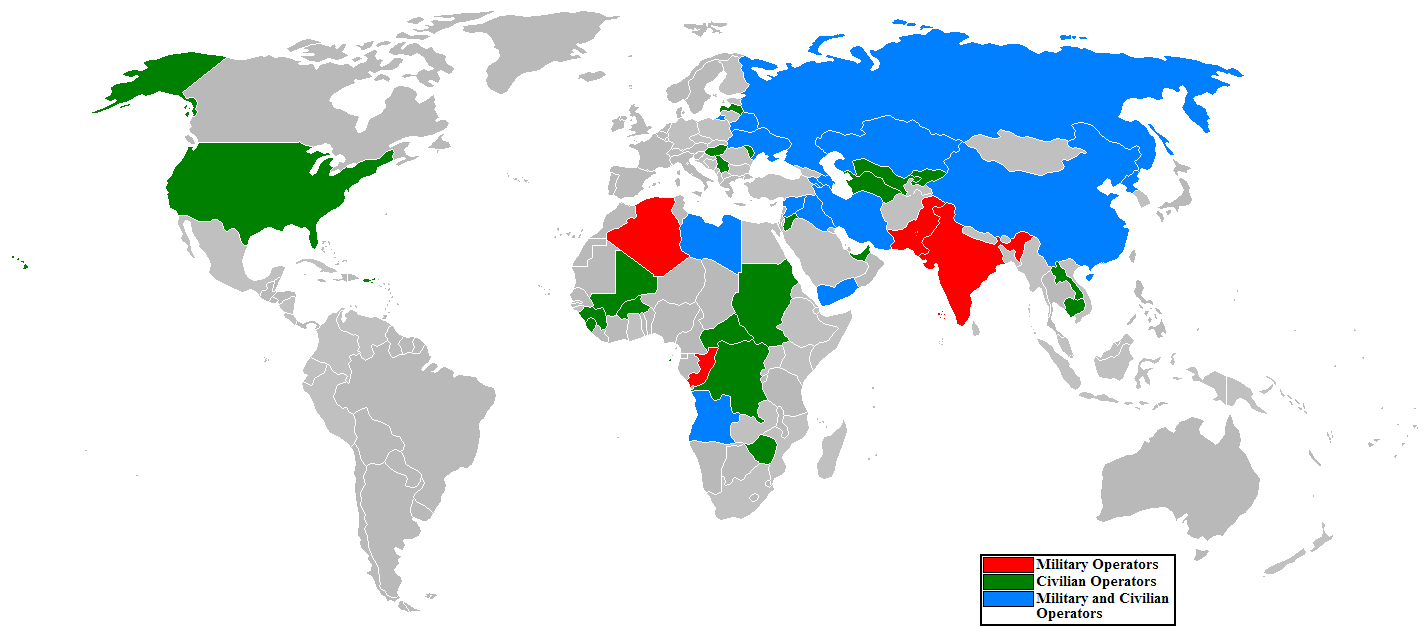
Pays utilisateurs de l'Il-76 en 2011.

- Algérie : 3 Il-76MD et 9 Il-76TD
- Arménie
- Azerbaïdjan
- Biélorussie
- Cameroun
- Chine
- Corée du Nord
- Inde
- Irak
- Iran
- Russie
- Syrie
- Ukraine
- République démocratique du Congo
- Mali
- République du Congo

## Accidents et incidents
Jusqu'en janvier 2022, un total de 93 avions Il-76 ont été impliqués dans des accidents ou incidents graves, incluant : 
- le 12 novembre 1996, un Iliouchine Il-76TD de la compagnie Kazakhstan Airlines entre en collision avec un Boeing 747-168B de Saudi Arabian Airlines venant de décoller de New Delhi, en Inde. L'accident tua les 312 occupants du 747 et les 37 occupants de l'Iliouchine, ce qui en fait le troisième accident aérien le plus meurtrier de l'histoire de l'aviation.
- le 19 février 2003, un Iliouchine Il-76 iranien, alors affrété par les Corps des Gardiens de la révolution islamique, s'écrase à l'approche de Kerman en Iran, l'accident tue les 275 occupants de l'avion[10] ;
- le 8 mai 2003, un accident d'Iliouchine Il-76 se produit en République démocratique du Congo, lorsque la porte de soute arrière de cet avion de l'Armée ukrainienne affrété par l'Armée congolaise, parti de Kinshasa à destination de Lubumbashi, s'ouvre au-dessus du Kasaï près de Mbujimayi et déstabilise l'avion, précipitant dans le vide (à environ 2 000 mètres d'altitude) quelque 160 des 200 personnes présentes dans la soute, l'avion fait demi-tour et peut atterrir à Kinshasa ;
- 14 juin 2014 : Destruction d'un Il-76 ukrainien en 2014 de 25e brigade de transport aérien qui transportait 40 parachutistes de la 25e brigade d'assaut aérien et 9 membres d'équipages ;
- le 11 avril 2018, un Iliouchine IL-76 MD de l'armée de l'air algérienne s'écrase dans la wilaya de Blida, à trente kilomètres d'Alger, peu après son décollage près de la base aérienne de Boufarik au moins 257 personnes seraient décédées dont dix membres d'équipage [11].
- le 26 février 2022, entre 1 h et 3 h du matin dans le cadre de la guerre de la Russie contre l'Ukraine, les forces ukrainiennes annoncent avoir abattu deux Iliouchine Il-76 russes au sud de Kiev. Il semblerait qu'il s'agissait d'un transport de troupes aéroportées. La Russie n'a pour le moment pas communiqué sur ces deux incidents. En date de juin 2022, l’annonce n'est toujours pas confirmée et considérée généralement comme infondée.
- Le 24 juin 2022, à 03:05 UTC un Iliouchine Il-76 de l'armée russe s'écrase à Riazan lors d'un atterrissage forcé. Un premier bilan fait état de 4 morts et 5 blessés[12].
- Le 2 mars 2023, un Il-76MD-90A est détruit lors d'un test de pressurisation au sol en sortie d'usine. Une personne est décédée et cinq autres sont blessées dans l'accident, le fuselage est détruit[13].
- Le 30 aout 2023, dans le cadre de la guerre de la Russie contre l'Ukraine, les forces ukrainiennes annoncent avoir détruit par drones, quatre Iliouchine Il-76 russes sur l'aéroport de Pskov[14].
- Le samedi 23 septembre 2023, un Il-76 de l'armée de l'air malienne s'écrase lors de son atterrissage à Gao dans le nord du Mali. L'avion était en surcharge et comptait à son bord beaucoup de paramilitaires du PMC russe Wagner.
- Le mercredi 24 janvier 2024, un Il-76 de l'armée russe s'écrase près de Belgorod (Russie). Il transportait selon le Kremlin 65 prisonniers ukrainiens qui devaient faire l'objet d'un échange, 6 membres d'équipage ainsi que 3 militaires russes chargés de la surveillance des prisonniers. Dans la soirée, le gouvernement ukrainien n'a toujours pas commenté l'affaire[15].
- Le mardi 12 mars 2024, un Il-76 de l'armée russe s'écrase près de Ivanovo (Russie). Les huit membres d'équipage et sept passagers ont perdu la vie. Selon le ministère de la défense Russe, l'accident serait du à un incendie sur l'un des moteurs[16].
- Le mardi 6 mai 2025, l'armée l'aviation israélienne bombarde l'aéroport international de Sanaa et détruit un Il-76 appartenant au Houthis[17].

### Développement lié
- Beriev A-50 'Mainstay'
- Iliouchine Il-78

### Aéronefs comparables
- C-141 Starlifter
- C-17 Globemaster III
- Antonov An-70